# Enigma – Eine uneingestandene Liebe
Enigma – Eine uneingestandene Liebe ist ein 2005 veröffentlichter Fernsehfilm des Filmregisseurs Volker Schlöndorff. Er beruht auf dem Drama Variations Enigmatiques von Éric-Emmanuel Schmitt, das Schlöndorff zuvor mit der gleichen Besetzung am Renaissance-Theater in Berlin inszeniert hatte. Mario Adorf und Justus von Dohnányi spielen die beiden einzigen Rollen. Er wurde am 9. September 2005 in der ARD erstaufgeführt.

## Handlung
Die beiden Protagonisten sind der zu Ruhm und gesellschaftlichen Ansehen gekommene, jedoch von der Gesellschaft isoliert lebende Schriftsteller Abel Znorko und Erik Larsen, der sich als Journalist ausgibt, um mit Znorko persönlich in Kontakt zu treten. In Wirklichkeit ist Erik Larsen ein Musiklehrer und der Witwer der ehemaligen Geliebten Znorkos.
Obwohl der Autor gewohnheitsgemäß sämtliche Presseanfragen ablehnt, erfüllt er Larsens Wunsch nach einem Interview und lädt ihn zu sich ein. Als Larsen auf Znorkos Insel eintrifft, verleugnet der Autor diese Einladung, lässt sich dann schließlich doch auf das verabredete Interview ein.
Dabei dreht sich das Gespräch der beiden sowohl in ihrer Lebensführung als auch in ihren Ansichten gegensätzlichen Charaktere nur anfangs um das neueste Buch des Autors, eine Sammlung von gegenseitigen Liebesbriefen zweier scheinbar fiktiver Protagonisten. Wie sich herausstellt, handelt es sich bei den beiden um die Hauptfiguren des Filmes selbst, da Erik Larsen die an seine Ehefrau adressierten, echten Liebesbriefe des Schriftstellers Znorko nach deren Tod über den Zeitraum von zehn Jahren selber weiter beantwortet hat.
Im Kern geht es um Problematiken der Zwischenmenschlichkeit wie Authentizität und Dauerhaftigkeit einer Liebesbeziehung. Vor allem dreht sich das Drama zentral um den Konflikt zweier gegensätzlicher Ansätze von Glücksversprechen aus dem Phänomen Liebe.

## Filmmusik
Im Film werden die Enigma-Variationen von Edward Elgar gespielt, die auch namensgebend für den Film und das Theaterstück sind. Abel Znorko legt die Schallplatte auf und erklärt, dass den Variationen ein Thema zugrunde liegt, das stets präsent ist, jedoch nie erklingt. Das Rätsel um dieses Hauptthema ist bis heute nicht gelöst. Damit steht das Werk für den Konflikt der beiden Protagonisten und die Frau, die beide geliebt haben.

„Im Zentrum des Gesprächs steht plötzlich eine Frau. Sie wird niemals auf der Bühne erscheinen und dennoch stets gegenwärtig sein. […] Es ist ein Enigma, ein Rätsel, um das sich die beiden Männer erbittert streiten. Schmitt führt an das Rätsel heran, man glaubt sich der Lösung spürbar nahe und letztlich entschwindet sie wieder, entgleitet.“

## Kritik
„Das manieristische Skript zielt zu sehr auf kompakte Pointen und zitierfähige Schlagworte, um berühren zu können; die Dialoge verharren an der Oberfläche.“

„Das Stück wirkt ein wenig konstruiert, und auch aufgrund der Theatersprache kommt erst gar nicht der Eindruck auf, dass es sich um reales Geschehen handelt. […] Es handelt sich um ein spannendes verbales Duell mit mehreren unerwarteten Wendungen, das von zwei hervorragenden Darstellern gespielt wird. Die Rolle des egomanischen Nobelpreisträgers Abel Znorko […] ist grandios. Es ist sehenswert, wie dieser Felsen im Verlauf der Auseinandersetzung in der Brandung brüchig wird.“

## Entstehung
Die Dreharbeiten fanden in Berlin und Måløy (Norwegen) statt.